# Miquel Coma i Puig
Miquel Coma i Puig (Catalunya, segle xviii) fou un teòric musical. La seva obra Elementos de música para canto figurado, canto llano y semifigurado (1766) fou representativa de la teoria musical tradicional.